# Simulação sequencial
Fazendo parte dos processos de simulação estocástica, simulação sequencial refere-se ao processo de simulação, a partir de uma amostragem referênciada espacialmente, de um dado conjunto de nós de uma malha (grid) utilizando um caminho aleatório sem repetição e acrescentando à amostragem inicial os valores simulados à medida que forem sendo calculados. Os valores de cada nó são, habitualmente, simulados por meio de um processo de escolha aleatória da função de distribuição de probabilidades (fdp) local re-amostrada a partir da fdp dos dados originais usando a média e variância local tipicamente obtida com a resolução de um sistema de krigagem. Dai que este seja um processo comummente utilizado em métodos de geoestatística (embora não sendo exclusivo desta área), nomeadamente na simulação sequencial gaussiana (SGS) e simulação sequencial directa (DSS). Tem como principal objectivo o estudo da incerteza sobre os parâmetros usados na estimação.

## Definição
O procedimento da simulação sequencial pode ser resumida em dois passos essenciais:
- Geração de um caminho aleatório sem repetição
- Escolha aleatória sobre a fdp local no nó a simular (Ripley, 1987)[1]

Uma simulação sequencial, embora dependendo em larga escala da geração de números aleatórios, está condicionada pelos parâmetros impostos no seu processo de estimação. Assim em métodos de geoestatística espera-se que a simulação sequencial tenha outras consequências como o respeitar a fdp e o variograma imposto. Concretamente, se {\displaystyle Z_{c}(x)} for o conjunto dos valores simulados e {\displaystyle Z(x_{\alpha })}, com {\displaystyle \alpha =\{1,2,3,...,n\}}, para os {\displaystyle n} valores experimentais, a simulação deve cumprir as seguintes condições (Soares, 2006):
- Para qualquer valor de probabilidade {\displaystyle z}:

{\displaystyle prob\{Z(x_{\alpha })<z\}=prob\{Z_{c}(x)<z\}\quad }
- Sendo {\displaystyle \gamma (h)} o variograma ajustado aos valores experimentais, e {\displaystyle \gamma _{c}(h)} o dos valores simulados então:

{\displaystyle \gamma (h)=\gamma _{c}(h)\quad }
- Para qualquer local onde exista um valor experimental (uma observação ou amostra), {\displaystyle Z(x_{\alpha })}, o valor simulado, {\displaystyle Z_{c}(x)},  deverá ser igual obrigando não só a coincidência local entre amostras e nós simulados mas também a influência da amostragem no processo de simulação:

{\displaystyle Z(x_{\alpha })=Z_{c}(x_{\alpha })\quad }
Esta última condição está também intimamente ligada ao teorema de Bayes especialmente na sua versão estendida teorema da probabilidade total (também designada lei das probabilidades totais) pois cada novo nó a ser simulado parte dos que já o foram anteriormente implicando necessariamente pela última condição acima exposta a dependência para com os dados experimentais. Assim sendo a simulação de {\displaystyle F(Z_{2})} é função de {\displaystyle F(Z_{2})} sabendo que {\displaystyle F(Z_{1})} já existe:
{\displaystyle F(Z_{2})=F(Z_{2}|Z_{1})F(Z_{1})\quad }
Que generalizando para {\displaystyle n} variáveis temos:
{\displaystyle F(Z_{1},Z_{2},Z_{3},...,Z_{n})=F(Z_{1})F(Z_{2}|Z_{1})F(Z_{3}|Z_{1},Z_{2})...F(Z_{n}|Z_{1},Z_{2},...,Z_{n-1})\quad }

## Estudo de incerteza
A abordagem mais comum para quantificar a incerteza em recurso a {\displaystyle N} simulações para {\displaystyle n} nós é o de calcular a variância para cada um dos nós considerando apenas os {\displaystyle N} valores simulados para esse mesmo nó. Não é, no entanto, exclusivo desta medida de dispersão estatística. Qualquer indicador estatístico poderá ser útil considerando o objectivo particular por estar a ser usado.

## Discussão
O método mais usado em geoestatística de simulação sequencial é o de simulação sequencial gaussiana, muito embora existem outros como o já citado simulação sequencial directa. Tanto um como outro evitam o enviesamento das soluções podendo dizer que usando os mesmos parâmetros de simulação a cada realização estamos a criar imagens equiprováveis umas das outras.
Estes processos de simulação sequencial não determinam qualquer critério na ordem escolhida para o caminho aleatório sem repetição (random path ou random walk) muito embora nós já simulados poderem ser usados no cálculo de nós ainda a simular implicando, necessariamente, que esta ordem tem influência no modelo simulado final. Esta influência é minimizada pelo facto de já se ter concluído que o caminho aleatório é o processo estocástico com o menor efeito no modelo final conforme maior for o número de simulações (realizações) feitas. Por esse motivo alternativas foram consideradas como caminhos não aleatórios ou caminhos em espiral, de maneira a reduzir a custo computacional das operações de simulação sequencial, no entanto a custo de má reprodução do variograma imposto no processo de simulação.